# Степановка (Михайловська сільська рада)
Степа́новка (рос. Степановка, башк. Степановка) — присілок у складі Біжбуляцького району Башкортостану, Росія. Входить до складу Михайловської сільської ради.
Населення — 6 осіб (2010; 12 в 2002).
Національний склад:
- чуваші — 100 %